# ایلاکس موریبا
ایلاکس موریبا (اسپانیایی: Ilaix Moriba‎؛ زادهٔ ژانویهٔ ۲۰۰۳) بازیکن فوتبال اهل اسپانیا است که در پست هافبک به طور قرضی برای باشگاه والنسیا بازی می‌کند.
از باشگاه‌هایی که در آن بازی کرده‌است می‌توان به بارسلونا اشاره کرد.
وی همچنین در تیم‌های ملی فوتبال زیر ۱۷ سال اسپانیا و زیر ۱۸ سال اسپانیا بازی کرده‌است. او اولین گل خود برای بارسلونا را در لالیگا در برابر اوساسونا به ثمر رساند. وی در۲۱ اوت ۲۰۲۱ تصیم خود را برای بازی کردن برای تیم ملی گینه گرفت با وجود اینکه برای تیم ملی زیر ۱۸ سال اسپانیا به میدان رفته بود.